# 1834 na literatura

## Nascimentos
| Data        | Nome                 | Profissão                   | Nacionalidade | Observações | Ref |
| ----------- | -------------------- | --------------------------- | ------------- | ----------- | --- |
| 24 de Março | William Morris       | escritor e designer gráfico | Inglaterra    | m. 1896     |     |
|             | Acurcio Garcia Ramos | político, médico e escritor | Portugal      | m. 1892     |     |

## Mortes
| Data           | Nome                    | Profissão | Nacionalidade | Observações | Ref |
| -------------- | ----------------------- | --------- | ------------- | ----------- | --- |
| 25 de Julho    | Samuel Taylor Coleridge | escritor  | Inglaterra    | n. 1772     |     |
| 16 de Setembro | William Blackwood       | escritor  | Inglaterra    | n. 1776     |     |